# Атаманова, Евгения Александровна
Евгения Александровна Атаманова (род. 27 декабря 1987) — российская спортсменка, серебряный (2009) и бронзовый (2007, 2008) призёр чемпионатов России по вольной борьбе, бронзовый призёр Гран-при Ивана Ярыгина, мастер спорта России. Выступала в полутяжёлой весовой категории (до 67 кг). Наставниками Атамановой были В. Е. Панюшин и В. Ю. Панфилов.

## Спортивные результаты
- Чемпионат России по женской борьбе 2007 года — ;
- Чемпионат России по женской борьбе 2008 года — ;
- Гран-при Иван Ярыгин 2008 года — ;
- Чемпионат России по женской борьбе 2009 года — ;